# Usuchczaj
Usuchczaj (ros. Усухчай) – wieś w Rosji, w Dagestanie, w rejonie dokuzparyńskim. W 2010 liczyła 1881 mieszkańców, głównie Lezginów.